# Anežka Hrabětová-Uhrová
Anežka (Agnes) Hrabětová-Uhrová ( 1900 - 1981 ) fue una botánica checa.

## Algunas publicaciones
- 1949. Generis Hippocrepis L. revisio. Volúmenes 20 y 28 de Acta Academiae Scientiarum Naturalium Moravo-silesiacae.

### Libros
- ivan Klášterský, anežka Hrabětová-Uhrová, j. Duda. 1970. Botanikové na Českém a moravskoslezském územi od nejstaršich dob. Volúmenes 14-15 de Zprávy Československé. 213 pp.
- 1958. Prispevek k taxonomii nekterych Keru. Volúmenes 30 y 36 de Práce Brněnské Základny Československé Akademie Věd. Ed. Akad. 59 pp.

- La abreviatura «Hrabětová o Hrabetová» se emplea para indicar a Anežka Hrabětová-Uhrová como autoridad en la descripción y clasificación científica de los vegetales.[1]